# Dacine, Sofiivka
Dacine (în ucraineană Дачне) este un sat în comuna Jovtneve din raionul Sofiivka, regiunea Dnipropetrovsk, Ucraina.

## Demografie
Componența lingvistică a localității Dacine
     Ucraineană (96,77%)
     Rusă (3,23%)
Conform recensământului din 2001, majoritatea populației localității Dacine era vorbitoare de ucraineană (96,77%), existând în minoritate și vorbitori de rusă (3,23%).